# Iglesia ortodoxa letona
La Iglesia Ortodoxa Letona (en letón: Latvijas Pareizticīgā Baznīca) es una iglesia ortodoxa autodeclarada autocéfala. La cabeza de la iglesia ostenta el título de Metropolitano de Riga y toda Letonia; esta dignidad ha sido ejercida por el Metropolitano Alexander Kudryashov (Aleksandrs Kudrjašovs).
Fundada el 6 de julio de 1921, la rama letona de la iglesia ortodoxa estuvo bajo la jurisdicción del Patriarcado de Moscú de manera autónoma de 1921 a 1936, de manera completa de 1941 hasta 1992 y desde 1992 a 2022 tuvo la condición de semiautonomía. De 1936 a 1941 estuvo bajo la jurisdicción del Patriarcado ecuménico de Constantinopla. La jurisdicción de Moscú se mantuvo hasta que en septiembre de 2022, en el marco de la invasión rusa de Ucrania y por el apoyo del patriarca Cirilo de Moscú a Rusia en la invasión, el parlamento de Letonia votó por independizar la iglesia ortodoxa letona del Patriarcado de Moscú a imitación del caso ucraniano, consiguiendo que la ley siguiese adelante.
Para finales de 2023, ninguna otra iglesia ortodoxa ha reconocido la autocefalia de la iglesia ortodoxa letona.

## Historia

### Creación de la iglesia ortodoxa letona
La Iglesia Ortodoxa fue introducida en Letonia en el siglo XI, cuando se instaló en el país una misión proveniente de la diócesis de Pólatsk. Pero el país permaneció pagano hasta que fue conquistado en el siglo XIII por cruzados germanos - los Hermanos Livonios de la Espada, quienes llevaron el catolicismo. La presencia ortodoxa continuó a través de Iglesias para comerciantes rusos, pero estas fueron pequeñas comunidades en medio de una mayoría católica antes de 1525 y de luteranos después de ese año. Después que Letonia fuese anexada al Imperio Ruso en el siglo XVIII, la presencia rusa y ortodoxa se incrementó sustancialmente, pero la Iglesia Ortodoxa siguió siendo ajena para el pueblo letón. La comunidad ortodoxa del país comenzó a incluir tanto a rusos como a nativos desde la década de 1840, cuando los letones ortodoxos (entonces súbditos del imperio ruso) solicitaron al Zar permiso para celebrar la Divina Liturgia en su lengua vernácula. La comunidad ortodoxa gozó de un éxito considerable en sus misiones entre los letones, gracias al uso del idioma letón. A finales del siglo XVIII la Iglesia de la Natividad para el culto ortodoxo, fue construida en Riga. Sin embargo, dicho templo no fue bien visto por la nobleza luterana de la zona; contradictoriamente, el carácter predominantemente germano de los luteranos fue un factor importante en la conversión de casi 40.000 fieles luteranos, quienes ingresaron en iglesia ortodoxa. A pesar de ello, cuando la libertad de credo fue promulgada en 1905, alrededor de 12.000 letones se convirtieron de ortodoxos a luteranos; en la mayoría de casos esto fue producto de matrimonios mixtos y las dificultades que conllevaba mantener a una familia dividida en credos distintos.

### SigloXXy autoridad de Constantinopla
Durante la Primera Guerra Mundial, las propiedades de la Iglesia Ortodoxa Letona fueron confiscadas por las fuerzas de ocupación alemanas, y durante los primeros años de la Letonia independiente, el gobierno no mostró interés por reconocer a la iglesia, sospechando que esta sería una fuente soterrada para el zarismo. Es en esta difícil situación, que Jānis Pomers, un letón étnico, fue elegido Arzobispo de Riga en 1921 del recién creado Arzobispado de Riga y toda Letonia. Él consiguió el reconocimiento del gobierno en 1926 y a pesar de la gran oposición de izquierdistas y otros, se logró estabilizar la situación de la Iglesia. Durante la oposición de los bolcheviques, el arzobispo mantuvo unido a la comunidad letona unida al Patriarcado de Moscú. En 1934, Pomers fue brutalmente asesinado por agentes soviéticos, aspecto que propició que la Iglesia solicitase cambiar a la jurisdicción del Patriarcado ecuménico de Constantinopla. En 1936, el Patriarca de Constantinopla Benjamín I informó que se aceptaba la petición de la iglesia ortodoxa letona y que ésta quedaba bajo la jurisdicción de Constantinopla, siendo a su vez elevada a Metrópolis autónoma. Los cinco años posteriores, fueron buenos para la Iglesia letona, entonces llamada Metrópolis de Riga y toda Letonia, liderada por el Metropolitano Agustín Pētersons.

### Invasión soviética y vuelta al Patriarcado de Moscú
Con la Ocupación soviética de Letonia en 1940, la iglesia ortodoxa metropolitana letona se vio muy oprimida, al punto de no ser oficialmente reconocida por las autoridades cívico-militares. En 1941, como parte de la sovietización de los Estados bálticos que supuso una rerusificación forzosa de las antiguas gobernaciones imperiales, y ante la inminente Operación Barbarroja, la autoridad soviética de Moscú, relajando su política antirreligiosa y apoyando a la más popular Iglesia ortodoxa rusa del patriarca Sergio en pleno cisma de la ortodoxia rusa, apoyaron la declaración del territorio de la Iglesia ortodoxa letona como un exarcado de la Iglesia ortodoxa rusa (aspecto que ya había declarado Sergio de Moscú el 24 de febrero de 1941). El 28 de marzo de 1941, el metropolitano de Riga y todo Letonia, Agustín, fue convocado a Moscú y obligado a firmar el reconocimiento de tal situación. El 31 de marzo, la Iglesia ortodoxa rusa retiró la autonomía de la Iglesia ortodoxa letona. No sería hasta abril de 1978 que el Patriarcado ecuménico de Constantinopla de Demetrio I, por presiones del Patriarcado de Moscú, reconocería la vuelta de la iglesia ortodoxa letona a la autoridad rusa, declarando la metrópolis letona como «sede inactiva». 
Durante la segunda anexión soviética (1944-1991), los ortodoxos sufrieron la opresión, así como toda religión a través de todo el territorio soviético, que fue mitigada parcialmente entre 1943 y 1958, como respuesta por el apoyo de la iglesia a las fuerzas soviéticas durante la Segunda Guerra Mundial por el pacto entre Stalin y Sergio de Moscú; y durante el gobierno de Mijaíl Gorbachov, como parte de la postura aperturista.

### Vuelta a la autonomía
En 1992, como parte del fin de las medidas soviéticas en todo el espacio postsoviético tras el desfile de Soberanías, la Iglesia ortodoxa letona fue reconocida nuevamente como autónoma. En 2001, el consejó de la iglesia ortodoxa letona canonizó al arzobispo Jānis en reconocimiento a su martirio en 1934. En 2006 se creó la «Orden del Santo Martir Jānis» para aquellas personas que hayan servido a la Iglesia católica apostólica ortodoxa y sus objetivos.

### Declaración de autocefalia
A comienzos de 2022 comenzó la invasión rusa de Ucrania que generó un fuerte rechazo a Rusia en la mayoría de países del espacio postsoviético en Europa, especialmente en las repúblicas bálticas. Con el paso de los meses, se reveló la postura favorable a la invasión del Patriarca de Moscú y de todas las Rusias, Cirilo de Moscú, lo que generó rechazo en muchas comunidades cristianas ortodoxas fuera de Rusia. El 8 de septiembre de 2022, el parlamento de Letonia votó y aprobó una ley para declarar la independencia de la iglesia ortodoxa letona de cualquier patriarcado externo al país y convertirla así en una iglesia autocefala. Para el 31 de octubre, las autoridades eclesiales de Letonia ya habían cumplido con el mandato del parlamento letón.
El presidente de Letonia, Egils Levits, declaró que esta decisión restauraba la posición original de la Iglesia ortodoxa letona, fundada oficialmente el 6 de julio de 1921 y con su autonomía reconocida por el Patriarca Tijon de Moscú al arzobispo Jānis (aunque éste sólo reconoció una autonomía, no una autocefalia).